# Кукакі
Кукакі (грец. Κουκάκι) — район Афін, розташований на південно-східному схилі пагорба Філопаппу.
Межує із районами Макріянні, Петралона, Неос-Космос, Акрополь, Плака, Тісіо, а також муніципалітетом Каллітея. Основна вулиця — проспект Андреаса Сінгроса (λεωφόρος Συγγρού), який сполучається із проспектом Посейдона.
Кукакі щільно забудований ще в період 1960—1970-х років, проте залишається престижним столичним районом.

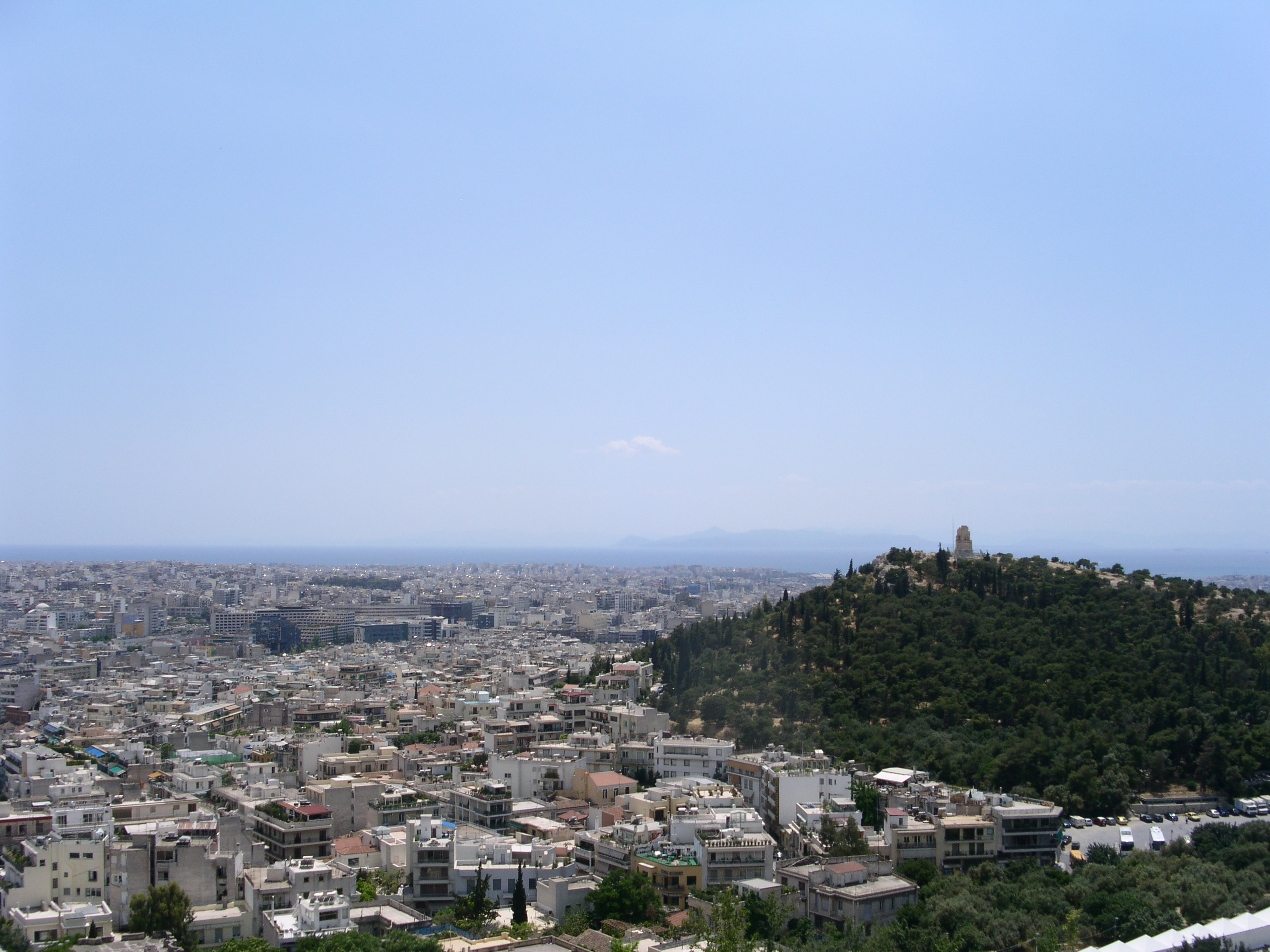
Вид на Кукакі від Парфенону